# Baker Knob
Baker Knob är en kulle i Antarktis. Den ligger på Thurston Island i Västantarktis. Inget land gör anspråk på området. Toppen på Baker Knob är 133 meter över havet.
Terrängen runt Baker Knob är varierad, och sluttar österut. Trakten är obefolkad. Det finns inga samhällen i närheten.